# Jennie Lindh
Jennie Lindh (1984) es una deportista sueca que compitió en natación. Ganó una medalla de oro en el Campeonato Europeo de Natación en Piscina Corta de 2002, en la prueba de 4 × 50 m estilos.

## Palmarés internacional
| Campeonato Mundial en Piscina Corta | Campeonato Mundial en Piscina Corta | Campeonato Mundial en Piscina Corta | Campeonato Mundial en Piscina Corta |
| Año                                 | Lugar                               | Medalla                             | Prueba                              |
| ----------------------------------- | ----------------------------------- | ----------------------------------- | ----------------------------------- |
| 2002                                | Riesa (Alemania)                    | Medalla de oro                      | 4 × 50 m estilos                    |